# 梅赛德斯-奔驰文化中心
梅赛德斯-奔驰文化中心（英語：Mercedes-Benz Arena）是一个位于上海浦东新区的文化演出场馆。原为中国2010年上海世界博览会文化中心，是2010年上海世博会的永久展馆之一，位于世博园区浦东B片区滨江绿地内，总建筑面积为80000平方米。原名为演艺中心，后改为文化中心。

## 历史
2007年12月30日开工建设，并于2010年3月竣工。世博会期间，文化中心承担各种演出和活动。世博会结束后，其作为上海国际文化交流中心。
2011年，梅赛德斯-奔驰公司与上海东方明珠（集团）股份有限公司、安舒茨娱乐集团（AEG）以及NBA共同签署了为期十年的冠名赞助合同，世博文化中心在将来的十年内被冠名“梅赛德斯-奔驰文化中心”。2017年1月4日，梅赛德斯-奔驰公司续约冠名权至2025年。
文化中心的外观主体又如同一个飞碟，俯瞰时则又如同一个贝壳。而它的中央空间则是一个核心岛，四周为看台。其舞台的大小、形状都能按不同的需要而改变，可举办大型庆典、演唱会、篮球比赛、冰球比赛、冰上表演等。主场馆可以容纳18,000人。而在主场馆之外，文化中心中还有音乐俱乐部、电影院、溜冰场、酒吧等各种设施。

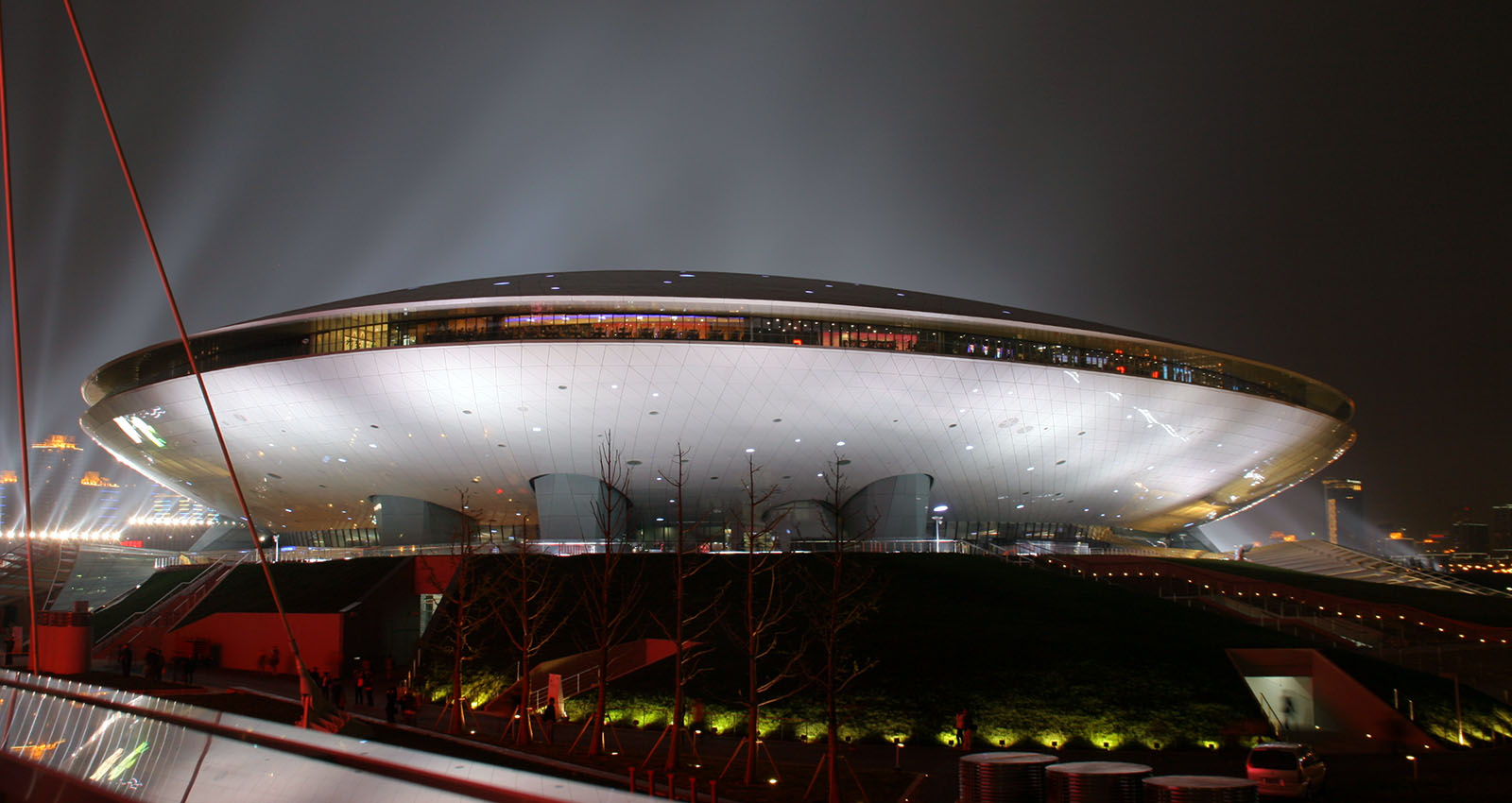
梅赛德斯-奔驰文化中心外景

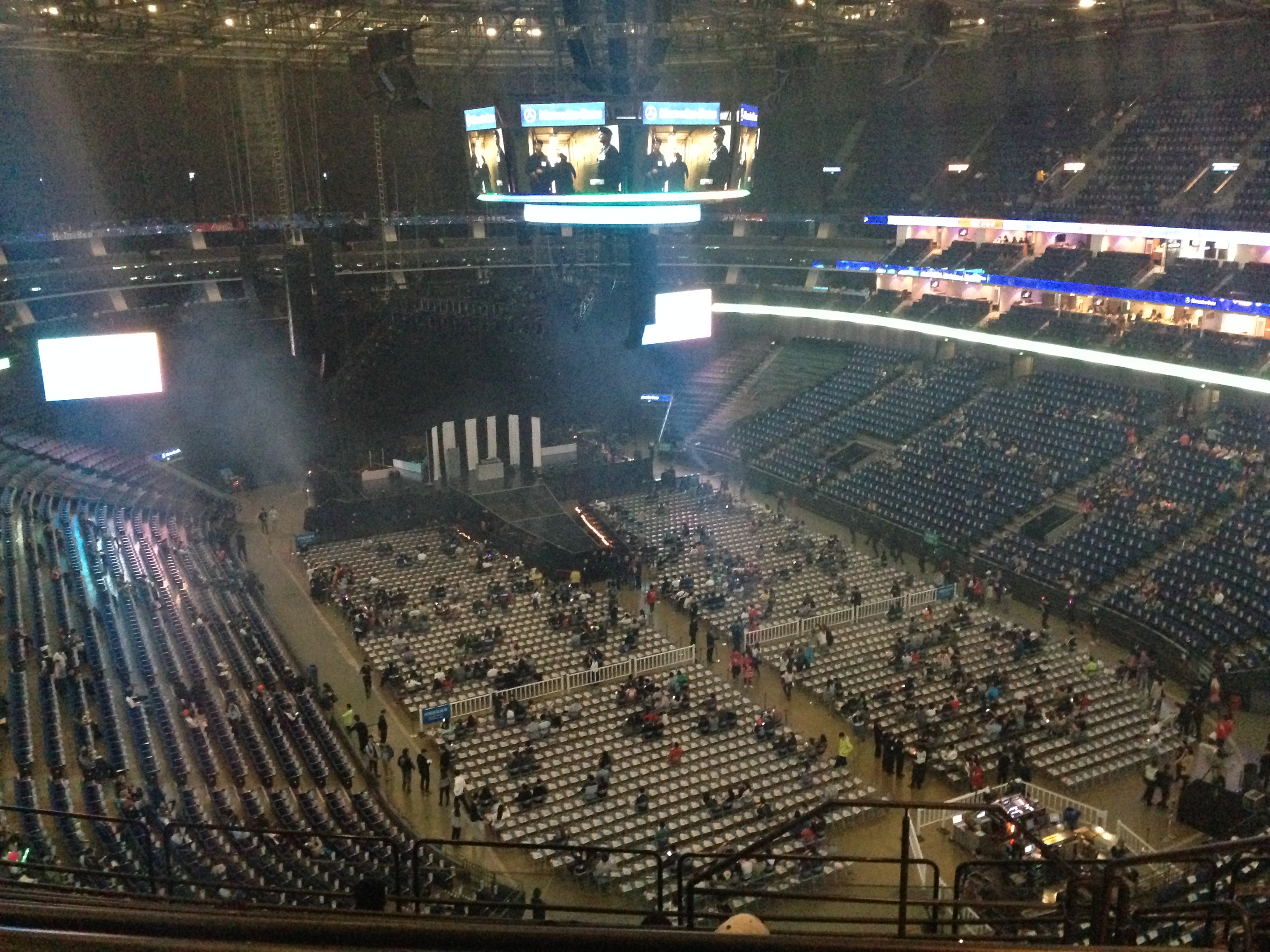
梅赛德斯-奔驰文化中心主场馆内部

## 结构
| 楼层 | 设施                                   |
| 6F   | 餐厅、空中走廊                         |
| 5F   | 五层看台（28个区：501-528）            |
| 4F   | 包厢                                   |
| 3F   | 包厢                                   |
| 2F   | 出入口、二层看台（22个区：201-222）    |
| 1F   | 出入口、商业区、音乐俱乐部、主场馆内场 |
| B1   | 商业区、音乐俱乐部                     |
| B2   | 停车场、溜冰场                         |

## 使用方式
- 體育活動：籃球、滑冰
- 演唱會（三面台、四面台、延伸台等舞台形式）
- 晚宴
- 企業內部活動

## 演出活动列表
| 演出者                                                      | 演出名稱                                                                                | 日期                         | 備註 |
| ----------------------------------------------------------- | --------------------------------------------------------------------------------------- | ---------------------------- | --- |
| 2010年                                                      |                                                                                         |                              | |
| 王菲                                                        | 巡唱 世界巡迴演唱會                                                                     | 2010年11月19-20、26-28日     | |
| 蕭亞軒                                                      | WOW 世界巡迴演唱會                                                                      | 2010年12月18日               | |
| 張學友                                                      | 1/2世紀 世界巡迴演唱會                                                                  | 2010年12月30日-2011年1月3日  | |
| 2011年                                                      |                                                                                         |                              | |
| 譚詠麟                                                      | 未你而来 上海演唱会                                                                     | 2011年1月15日                | |
| 老鷹樂隊                                                    | 遠離伊甸園 世界巡迴演唱會                                                               | 2011年3月9日                 | |
| 羅志祥                                                      | 舞法舞天之一萬零一夜 安可世界巡迴演唱會                                                 | 2011年5月21日                | |
| 梁靜茹                                                      | 愛的那一頁 世界巡迴演唱會                                                               | 2011年6月25日                | |
| 范瑋琪                                                      | Love & FanFan 世界巡迴演唱會                                                            | 2011年8月27日                | |
| 張靚穎                                                      | 我的模樣 巡迴演唱會                                                                     | 2011年10月29日               | |
| 方大同                                                      | 15 巡迴演唱會                                                                           | 2011年11月19日               | |
| 那英                                                        | 那20年 世界巡迴演唱會                                                                   | 2011年12月10日               | |
| 2012年                                                      |                                                                                         |                              | |
| 汪峰                                                        | 生無所求 Life Asks For Nothing 全國巡迴演唱會                                           | 2012年1月2日                 | |
| 韓紅                                                        | 美麗世界 世界巡迴演唱會                                                                 | 2012年1月14日                | |
| 梁靜茹                                                      | 愛的那一頁 世界巡迴演唱會 安可升級場                                                    | 2012年2月14日                | 二度演出 |
| 丁噹                                                        | 歌舞線上世界巡迴演唱會                                                                  | 2012年5月1日                 | |
| 蔡依林                                                      | Myself世界巡迴演唱會                                                                    | 2012年7月14日                | |
| BIGBANG                                                     | BIGBANG ALIVE GALAXY TOUR                                                               | 2012年7月21日                | |
| 蘇打綠                                                      | 當我們一起走過 巡迴演唱會                                                               | 2012年7月28-29日             | |
| 范瑋琪                                                      | Love & FanFan 世界巡迴演唱會 安可場                                                     | 2012年8月12日                | 二度演出 |
| 孫楠                                                        | 迫不及待 中國巡迴演唱會                                                                 | 2012年9月1日                 | |
| 李宇春                                                      | 瘋狂世界 巡迴演唱會                                                                     | 2012年10月20日               | |
| 陳奕迅                                                      | Feel Free! Feel Music! 演唱會                                                           | 2012年12月8日                | |
| 蕭敬騰                                                      | 有一種精神叫蕭敬騰 世界巡迴演唱會 安可場                                                | 2012年12月15日               | |
| 2013年                                                      |                                                                                         |                              | |
| 林宥嘉                                                      | 神遊 世界巡迴演唱會                                                                     | 2013年3月23日                | |
| 羅志祥                                                      | 舞極限 Over the Limit 世界巡迴演唱會                                                    | 2013年4月13日                | 二度演出 |
| 羽泉                                                        | 在一起演唱會                                                                            | 2013年5月4日                 | |
| 周杰倫                                                      | 魔天倫世界巡迴演唱會                                                                    | 2013年5月17-19日             | |
| 張震嶽                                                      | 艷陽天 世界巡迴演唱會                                                                   | 2013年6月29日                | |
| S.H.E                                                       | Together Forever世界巡迴演唱會                                                          | 2013年7月13日                | |
| 任賢齊                                                      | 飆 世界巡迴演唱會                                                                       | 2013年8月3日                 | |
| 劉德華                                                      | Always 中國巡迴演唱會                                                                   | 2013年9月11-14日             | |
| 贾斯汀·比伯                                                 | Believe Tour                                                                            | 2013年10月5日                | |
| 林俊傑                                                      | 時線世界巡迴演唱會                                                                      | 2013年10月12日               | 票價280元、480元、580元、780元、1180元                                                                              |
| 李宇春                                                      | Why Me 演唱會                                                                           | 2013年10月26日               | 二度演出 |
| 陳綺貞                                                      | 時間的歌 巡迴演唱會                                                                     | 2013年12月14日               | |
| 2014年                                                      |                                                                                         |                              | |
| 丁噹                                                        | 真愛好難得世界巡迴演唱會                                                                | 2014年2月14日                | 二度演出 |
| 李宗盛                                                      | 既然青春留不住 世界巡迴演唱會                                                           | 2014年3月15日                | |
| 羅志祥                                                      | 舞極限之舞魂再現 世界巡迴演唱會                                                         | 2014年5月10日                | 三度演出 |
|                                                             | 红巡回演唱会                                                                            | 2014年5月30日                | |
| 蘇打綠                                                      | 空氣中的視聽與幻覺 十週年世界巡迴演唱會                                                 | 2014年6月14-15日             | 二度演出 |
| 方大同                                                      | Soulboy Lights Up 世界巡迴演唱會                                                        | 2014年6月29日                | 二度演出 |
| 鄧紫棋                                                      | G.E.M. X.X.X. Live 世界巡迴演唱會                                                       | 2014年7月4-6日               | |
| S.H.E                                                       | Together Forever世界巡迴演唱會 安可場                                                   | 2014年7月12日                | 二度演出 |
| 譚詠麟×李克勤                                               | 左麟右李 十周年演唱會                                                                   | 2014年8月16日                | |
| 光良                                                        | 回憶裡的瘋狂 巡迴演唱會                                                                 | 2014年8月30日                | |
| 蕭敬騰                                                      | TRIPLE JAM 世界巡迴演唱會                                                               | 2014年11月29日               | 二度演出 |
| 2015年                                                      |                                                                                         |                              | |
| 少女時代                                                    | Mr.Mr. 粉絲見面會                                                                       | 2015年1月3日                 | |
| 李宗盛                                                      | 還是做個大叔好 世界巡迴演唱會                                                           | 2015年1月10日                | 二度演出 |
| 丁噹                                                        | 我愛你戀習曲 世界巡迴演唱會                                                             | 2015年2月14日                | 三度演出 |
| 梁靜茹                                                      | 你的名字是愛情 世界巡迴演唱會                                                           | 2015年3月13-14日             | 三度演出 |
| 陶喆                                                        | 小人物狂想曲 世界巡迴演唱會 安可場                                                      | 2015年3月21日                | |
| 林俊傑                                                      | 時線：新地球世界巡迴演唱會                                                              | 2015年4月11-12日             | 二度演出 票價380元、580元、880元                                                                                    |
| 田馥甄                                                      | 如果世界巡迴演唱會                                                                      | 2015年4月18日                | |
| 周華健                                                      | 今天唱什麼? 世界巡迴演唱會                                                              | 2015年4月30日、5月2日        | |
| BIGBANG                                                     | MADE 世界巡迴演唱會                                                                     | 2015年6月19-21日             | 二度演出 |
| 張靚穎                                                      | BANG THE WORLD 巡迴演唱會                                                               | 2015年6月27日                | 二度演出 |
| 周筆暢                                                      | BOOM! 巡迴演唱會                                                                        | 2015年7月4日                 | |
| 蔡依林                                                      | Play世界巡迴演唱會                                                                      | 2015年7月18日                | 二度演出 |
| “梦想高飞”SNH48第二届总选举                                 | “梦想高飞”SNH48第二届总选举                                                             | 2015年7月25日                | |
| 伍佰                                                        | 無盡閃亮的搖滾全經典 世界巡迴演唱會                                                     | 2015年8月1日                 | |
| 冰上表演秀《冰川时代：猛犸象大冒险》                        | 冰上表演秀《冰川时代：猛犸象大冒险》                                                    | 2015年8月6-16日              | 票價100.00元 |
| Running Man 韩国跑男嘉年华                                  | Running Man 韩国跑男嘉年华                                                              | 2015年8月21日                | 票價480.00元 - 1680.00元                                                                                            |
| 韓劇 《制片人》主演: 金秀賢/孔孝貞/IU 上海見面會            | 韓劇 《制片人》主演: 金秀賢/孔孝貞/IU 上海見面會                                        | 2015年8月29日                | 票價380.00元 - 1280.00元                                                                                            |
| A-Lin                                                       | SONAR聲吶 世界巡迴演唱會                                                                | 2015年9月5日                 | 票價280.00元 - 880.00元                                                                                             |
| 邦·乔维                                                     | Bon Jovi Live!                                                                          | 2015年9月14-17日             | 已取消 （票價480.00元 - 3880.00元）                                                                                 |
| 罗比·威廉姆斯                                               | Let Me Entertain You Tour （让我使你快乐 世界巡演）                                     | 2015年9月20日                | 已取消 （票價380.00元 - 1680.00元）                                                                                 |
| 缪斯乐队                                                    | Drones World Tour                                                                       | 2015年9月19-21日             | 票價380.00元 - 1280.00元                                                                                            |
| 刘若英                                                      | Renext 我敢 世界巡回演唱会                                                              | 2015年9月26日                | 票價280.00元 - 1680.00元                                                                                            |
| 鄭伊健、陳小春、謝天華、錢嘉樂、林曉峰                      | 一起兄弟 歲月友情 全國巡迴演唱會                                                        | 2015年10月17日               | |
| 朴樹                                                        | 好好地 中國巡迴演唱會                                                                   | 2015年10月24日               | |
|                                                             | 1989世界巡迴演唱會                                                                      | 2015年11月10-12日            | 二度演出 |
| 張韶涵                                                      | 純粹世界巡迴演唱會                                                                      | 2015年11月28日               | |
| 陳慧嫻                                                      | Back to Priscilla 30周年演唱會                                                          | 2015年12月5日                | |
| 楊宗緯                                                      | 帶一首詩來 世界巡迴演唱會                                                               | 2015年12月12日               | |
| 孫楠                                                        | 樂在其中 中國巡迴演唱會                                                                 | 2015年12月19日               | 二度演出 |
| 八三夭                                                      | 絕對熱血 演唱會                                                                         | 2015年12月20日               | |
| 兄弟本色                                                    | 日落黑趴 世界巡迴演唱會                                                                 | 2015年12月24日               | |
| MP魔幻力量                                                  | 我們的主場 演唱會                                                                       | 2015年12月25日               | |
| SNH48第二届年度金曲大赏BEST 30                              | SNH48第二届年度金曲大赏BEST 30                                                          | 2015年12月26日               | |
| 2016年                                                      |                                                                                         |                              | |
| 李健                                                        | 看見李健 巡迴演唱會                                                                     | 2016年1月9日                 | |
| 莫文蔚                                                      | 看看 世界巡迴演唱會                                                                     | 2016年1月16日                | |
| Love Live!! μ's Fan Meeting in 上海~TALK&LIVE~              | Love Live!! μ's Fan Meeting in 上海~TALK&LIVE~                                          | 2016年1月30日                | 票價280.00元 - 1280.00元                                                                                            |
| 鍾漢良                                                      | 樂作人生 Sing for Life 巡迴演唱會                                                       | 2016年2月20日                | |
| BIGBANG                                                     | MADE V.I.P 歌迷見面會                                                                   | 2016年3月11-12日             | 三度演出 |
| 丁噹                                                        | 我愛你戀習曲 世界巡迴演唱會 純白旗艦版                                                  | 2016年3月19日                | 四度演出 |
| 羅志祥                                                      | 瘋狂世界 Crazy World 世界巡迴演唱會                                                     | 2016年4月23日                | 四度演出 |
| 曹格                                                        | 我是曹格 世界巡迴演唱會                                                                 | 2016年5月14日                | |
| 蔡依林                                                      | Play 世界巡迴演唱會 安可場                                                              | 2016年5月21日                | 三度演出 |
| 鄭伊健、陳小春、謝天華、錢嘉樂、林曉峰                      | 一起兄弟 歲月友情 全國巡迴演唱會                                                        | 2016年6月18日                | 二度演出 |
| 周杰倫                                                      | 地表最強世界巡迴演唱會                                                                  | 2016年6月30日-7月3日         | 二度演出 |
| 李榮浩                                                      | 有理想 世界巡回演唱會                                                                   | 2016年7月9日                 | |
| 徐佳瑩                                                      | 日全蝕 巡迴演唱會                                                                       | 2016年7月16日                | |
| Bilibili Macro Link 2016                                    | Bilibili Macro Link 2016                                                                | 2016年7月23日                | 票價S级1280元、A级980元、B级780元、C级580元、 D级380元、E级180元                                                    |
| “比翼齐飞”SNH48第三届年度人氣总决选                         | “比翼齐飞”SNH48第三届年度人氣总决选                                                     | 2016年7月30日                | |
| 周華健                                                      | 今天唱什麼? 再團圓版 世界巡迴演唱會                                                     | 2016年8月6日                 | 二度演出 |
| 林宥嘉                                                      | THE GREAT YOGA 世界巡迴演唱會                                                           | 2016年8月13日                | 二度演出 |
| 田馥甄                                                      | 如果世界巡迴演唱會 2.0 PLUS                                                             | 2016年8月20日                | 二度演出 |
| 華晨宇                                                      | 火星演唱會                                                                              | 2016年8月21日                | |
| Twins                                                       | LOL 世界巡迴演唱會                                                                      | 2016年9月24日                | 票價380.00元 - 1280.00元                                                                                            |
| 陳慧嫻                                                      | Priscilla-ism 中國巡迴演唱會                                                            | 2016年9月30日                | 二度演出 |
| 刘若英                                                      | Renext 我敢 世界巡回演唱会（返場）                                                      | 2016年10月14-15日            | 二度演出 |
| 张杰                                                        | 我想世界巡迴演唱會                                                                      | 2016年10月22日               | |
| 張學友                                                      | A CLASSIC TOUR 學友.經典世界巡迴演唱會                                                  | 2016年11月18-20日            | 二度演出 |
| 楊宗緯                                                      | 聲聲聲聲Vocal 世界巡迴演唱會                                                            | 2016年11月26日               | 二度演出 |
| 李健                                                        | 看見李健 巡迴演唱會 安可場                                                              | 2016年12月11日               | 三度演出 |
| 張惠妹                                                      | 烏托邦2.0慶典世界巡迴演唱會                                                             | 2016年12月16-17日            | |
| 王菲                                                        | 幻樂一場 演唱會                                                                         | 2016年12月30日               | 二度演出 票價1800元、5800元、7800元                                                                                 |
| 2017年                                                      |                                                                                         |                              | |
| SNH48第三屆年度金曲大賞BEST 50                              | SNH48第三屆年度金曲大賞BEST 50                                                          | 2017年1月7日                 | |
| 林憶蓮                                                      | Pranava造樂者 世界巡迴演唱會                                                            | 2017年1月14日                | |
| 梁靜茹                                                      | 你的名字是愛情 世界巡迴演唱會 安可場                                                    | 2017年2月13-14日             | 四度演出 |
| 張學友                                                      | A CLASSIC TOUR 學友.經典世界巡迴演唱會（返場）                                          | 2017年3月10-12日             | 三度演出 |
| 譚詠麟                                                      | 銀河歲月40載 世界巡迴演唱會                                                             | 2017年4月1日                 | 二度演出 |
| 伍佰                                                        | 搖滾全經典之全面對決演唱會                                                              | 2017年4月8日                 | 二度演出 |
| 薛之謙                                                      | 我好像在哪見過你巡迴演唱會                                                              | 2017年6月10日                | |
| 李玟                                                        | 18 世界巡迴演唱會                                                                       | 2017年6月24日                | 二度演出 |
| 田馥甄                                                      | 如果世界巡迴演唱會 PLUS                                                                 | 2017年7月15日                | 三度演出 |
| Bilibili Macro Link-Visual Release 2017                     | Bilibili Macro Link-Visual Release 2017                                                 | 2017年7月21日                | |
| Bilibili Macro Link-Star Phase 2017                         | Bilibili Macro Link-Star Phase 2017                                                     | 2017年7月22日                | |
| Bilibili Macro Link 2017                                    | Bilibili Macro Link 2017                                                                | 2017年7月23日                | 票價S级1480元、A级1280元、B级980元、C级780元、 D级580元、E级380元、F级180元                                         |
| “我心翱翔”SNH48 Group第四届人氣总决选                       | “我心翱翔”SNH48 Group第四届人氣总决选                                                   | 2017年7月29日                | |
| 羅志祥                                                      | 瘋狂世界 Crazy World 世界巡迴演唱會 安可場                                              | 2017年8月5日                 | 五度演出 |
| 蔡健雅                                                      | 列穆尼亞 Lemuria (重生Rebirth版) 巡迴演唱會                                             | 2017年8月12日                | |
| 朴樹                                                        | 好好地II 中國巡迴演唱會                                                                 | 2017年8月19日                | 二度演出 |
| 獅子合唱團                                                  | 演唱會 季節限定版                                                                       | 2017年8月26日                | |
| 爱莉安娜·格兰德                                             | Danagerous Women 世界巡迴演唱會                                                         | 2017年8月28日                | |
| 范瑋琪                                                      | 在幸福的路上 世界巡迴演唱會                                                             | 2017年9月2日                 | 三度演出 |
| 周筆暢                                                      | Not Typical 巡迴演唱會                                                                  | 2017年9月9日                 | 二度演出 |
| 楊宗緯                                                      | 聲聲聲聲 Vocal Plus 世界巡迴演唱會                                                      | 2017年9月24日                | 三度演出 |
| 徐佳瑩                                                      | 是日救星巡迴演唱會                                                                      | 2017年9月30日                | 二度演出 |
| 維多利亞的秘密時裝秀                                        | 維多利亞的秘密時裝秀                                                                    | 2017年11月20日               | |
| 張學友                                                      | A CLASSIC TOUR 學友.經典世界巡迴演唱會（返場）                                          | 2017年12月22-24日            | 四度演出 |
| 張惠妹                                                      | 烏托邦2.0慶典世界巡迴演唱會（終極狂歡版）                                               | 2017年12月29-30日            | 二度演出 |
| 2018年                                                      |                                                                                         |                              | |
| 理查·克萊德曼                                               | 浪漫辉煌四十年 全球纪念巡演 2018上海新年音乐会                                          | 2018年1月1日                 | |
| 黎明                                                        | 黎明 Leon Random Run                                                                    | 2018年1月6日                 | |
| 謎幻樂團                                                    | 超進化 世界巡回演唱会                                                                   | 2018年1月17日                | |
| 快男十年巡回演唱会                                          | 快男十年巡回演唱会                                                                      | 2018年1月20日                | |
| ONE OK ROCK                                                 | AMBITIONS ASIA TOUR                                                                     | 2018年1月23日                | |
| 林憶蓮                                                      | Pranava Encore 造樂者安可場 世界巡迴演唱會                                              | 2018年1月27-28日             | 二度演出 |
| SNH48 FAMILY GROUP特别演唱会                                | SNH48 FAMILY GROUP特别演唱会                                                            | 2018年2月2日                 | |
| SNH48 GROUP REQUEST TIME BEST 50 第四届年度金曲大赏演唱会   | SNH48 GROUP REQUEST TIME BEST 50 第四届年度金曲大赏演唱会                               | 2018年2月3日                 | |
| 约翰·传奇                                                   | Darkness and Light World Tour                                                           | 2018年3月8日                 | |
| 中国电视剧品质盛典                                          | 中国电视剧品质盛典                                                                      | 2018年3月13日                | |
| 林俊傑                                                      | 聖所世界巡迴演唱會                                                                      | 2018年3月17-18日             | 三度演出 票價380元（看台）、580元（看台）、880元（看台）、1280元（看台）、1280元（内场）、1680元（内场）            |
| 第25届东方风云榜音乐盛典                                    | 第25届东方风云榜音乐盛典                                                                | 2018年3月26日                | |
| 费玉清                                                      | 上海演唱会                                                                              | 2018年3月31日                | |
| 詹姆仕·布朗特                                               | The Afterlove Tour（真情挚爱 世界巡演）                                                 | 2018年4月4日                 | |
| 布鲁诺·马尔斯                                               | 24K Magic 世界巡迴演唱會                                                                | 2018年4月20-23日             | |
| 李宇春                                                      | 流行（liuxing）巡回演唱会                                                               | 2018年4月29日                | 二度演出 |
| 打倒男孩                                                    | Mania Tour（狂热 世界巡演）                                                             | 2018年5月2日                 | |
| NINE PERCENT                                                | 粉丝见面会                                                                              | 2018年5月5-6日               | |
| 羅大佑                                                      | 當年離家的年輕人 巡迴演唱會                                                             | 2018年5月11日                | |
| 上海静安现代戏剧谷巅峰之夜 张军 “水磨新调”新昆曲万人演唱会  | 上海静安现代戏剧谷巅峰之夜 张军 “水磨新调”新昆曲万人演唱会                              | 2018年5月18日                | |
| 張靚穎                                                      | 珍相 巡迴演唱會                                                                         | 2018年5月26日                | 三度演出 |
| 王力宏                                                      | 龍的傳人2060 世界巡迴演唱會                                                             | 2018年6月1-2日               | |
| 周杰倫                                                      | 地表最強2 世界巡迴演唱會                                                                | 2018年6月15-18日             | 三度演出 |
| 王者荣耀职业联赛春季赛总决赛                                | 王者荣耀职业联赛春季赛总决赛                                                            | 2018年7月8日                 | |
| 張韶涵                                                      | 旅程世界巡迴演唱會                                                                      | 2018年7月14日                | 二度演出 |
| Bilibili Macro Link-Visual Release × VSINGER LIVE 2018      | Bilibili Macro Link-Visual Release × VSINGER LIVE 2018                                  | 2018年7月20日                | 票價480元、680元、980元、1280元                                                                                     |
| Bilibili Macro Link-Star Phase × Anisong World Matsuri 2018 | Bilibili Macro Link-Star Phase × Anisong World Matsuri 2018                             | 2018年7月21日                | 票價380元、580元、780元、980元、1280元、1580元                                                                      |
| Bilibili Macro Link 2018                                    | Bilibili Macro Link 2018                                                                | 2018年7月22日                | 票價380元、580元、780元、980元、1280元、1580元                                                                      |
| “砥砺前行”SNH48 Group第五届人气总决选                       | “砥砺前行”SNH48 Group第五届人气总决选                                                   | 2018年7月28日                | |
| 鄧紫棋                                                      | Queen of Hearts 世界巡迴演唱會                                                          | 2018年8月4-5日               | 三度演出 |
| 潘瑋柏                                                      | Alpha創使者 世界巡迴演唱會                                                              | 2018年8月8日                 | |
| Jessie J                                                    | R.O.S.E 巡迴演唱會                                                                      | 2018年9月18日                | |
| 乃木坂46                                                    | NOGIZAKA46 Live in Shanghai                                                             | 2018年12月1日                | 票價460元、821元、1314元、1812元                                                                                    |
| 2019年                                                      |                                                                                         |                              | |
| 理查·克萊德曼                                               | 浪漫辉煌 2019上海新年音乐会                                                             | 2019年1月1日                 | 二度演出 |
| 火箭少女101                                                 | 飞行演唱会 - POWER                                                                      | 2019年1月12日                | |
| 范玮琪                                                      | 在幸福的路上 演唱会                                                                     | 2019年2月14日                | 四度演出 票價399元、599元、699元、999元                                                                             |
| 洛天依&郎朗                                                 | 全息演唱会                                                                              | 2019年2月23日                | 票價480元、680元、980元、1280元、1580元                                                                             |
| 李健                                                        | 不止，是李健 巡迴演唱會                                                                 | 2019年3月2日                 | 四度演出 票價380元、580元、780元、980元、1280元                                                                     |
| 李榮浩                                                      | 年少有为 巡迴演唱會                                                                     | 2019年3月16日                | 二度演出 票價380元、480元、680元、880元、1280元                                                                     |
| 米津玄師                                                    | 当脊椎化作蛋白石 巡迴演唱會                                                             | 2019年3月19日                | 票價780元、1280元、1680元                                                                                           |
| 费玉清                                                      | 告别 巡迴演唱會                                                                         | 2019年3月30-31日             | 二度演出 票價280元、480元、680元、880元、980元、1280元、1580元                                                      |
| 崔健/郑钧/黃家強                                            | 来吧！摇滚！演唱會                                                                      | 2019年4月13日                | 票價380元、680元、880元、1280元、1680元                                                                             |
| 花澤香菜                                                    | 2019巡回演唱会                                                                          | 2019年4月14日                | 票價380元、680元、880元、1080元                                                                                     |
| 陈绮贞                                                      | 20周年演唱会 漫漫长夜Cheer 20                                                           | 2019年4月20日                | 二度演出 票價380元、580元、680元、880元、1080元                                                                     |
| 特洛伊·希文                                                 | The Bloom Tour（盛放 全球巡演）                                                         | 2019年4月22日                | 票價380元、680元、880元、1080元、1280元                                                                             |
| 郭富城                                                      | 舞林密码 世界巡回演唱会                                                                 | 2019年5月11日                | 票價380元、680元、880元、1080元、1380元、1580元                                                                     |
| 傑森·瑪耶茲                                                 | Good Vibes Live（美好氛围 世界巡演）                                                    | 2019年5月15日                | 票價480元、680元、880元、1180元、1580元                                                                             |
| 伍佰&China Blue                                             | Rock Star 演唱會                                                                        | 2019年5月18日                | 三度演出 票價280元、380元、680元、880元、1080元                                                                     |
| 汪峰                                                        | 就这样 超级巡演                                                                         | 2019年5月25日                | 二度演出 票價380元、580元、880元、1180元、1380元                                                                    |
| UNINE                                                       | RUN TO U 粉丝见面會                                                                     | 2019年6月8日                 | 票價499元、699元、899元、1099元、1299元                                                                             |
| 黄子韬                                                      | IS BLUE 演唱会                                                                          | 2019年6月15日                | 票價180元、380元、680元、980元、1280元                                                                              |
| 许嵩                                                        | 寻宝游戏 巡迴演唱會                                                                     | 2019年6月22日                | 票價380元、580元、780元、980元、1080元、1280元                                                                      |
| 许巍                                                        | 无尽光芒 巡回演唱会                                                                     | 2019年6月29日                | 票價280元、480元、680元、880元、1080元、1080元（内场）、1380元                                                      |
| 張藝興                                                      | 大航海 巡回演唱会                                                                       | 2019年7月6日                 | 票價520元、1007元、1314元、1548元、1991元、1991元（内场）                                                           |
| “冰上迪士尼·冰雪奇缘”2019巡演                               | “冰上迪士尼·冰雪奇缘”2019巡演                                                           | 2019年7月12-14日             | 票價180元、280元、380元、580元、580（280*3）元、880（380*3）元                                                      |
| Bilibili Macro Link-Visual Release 2019                     | Bilibili Macro Link-Visual Release 2019                                                 | 2019年7月19日                | 票價480元、680元、980元、1280元、1480元                                                                             |
| Bilibili Macro Link 2019                                    | Bilibili Macro Link 2019                                                                | 2019年7月20日                | 票價380元、580元、780元、980元、1280元、1580元                                                                      |
| Bilibili Macro Link-Star Phase 2019                         | Bilibili Macro Link-Star Phase 2019                                                     | 2019年7月21日                | 票價380元、580元、780元、980元、1280元、1580元                                                                      |
| “新的旅程”SNH48 Group第六届人气总决选                       | “新的旅程”SNH48 Group第六届人气总决选                                                   | 2019年7月27日                | 票價298元、398元、598元、798元、998元、998元（起竞价）                                                              |
| 我们的演唱会 香蕉娱乐2019特别企划                           | 我们的演唱会 香蕉娱乐2019特别企划                                                       | 2019年8月3日                 | 380元、580元、980元、1280元                                                                                         |
| 潘玮柏                                                      | 创使者Coming Home 演唱会                                                                | 2019年8月10日                | 二度演出 票價380元、580元、780元、980元、1280元                                                                     |
| 皮克斯电影交响音乐会                                        | 皮克斯电影交响音乐会                                                                    | 2019年8月11日                | 票價180元、280元、380元、480元、580元、680元                                                                        |
| 2019年DOTA2国际邀请赛                                       | 2019年DOTA2国际邀请赛                                                                   | 2019年8月20-25日             | 票價499元（8月20-21日、8月22-23日）、2099元（8月24-25日）                                                           |
| 摩登兄弟劉宇寧                                              | 成長風暴 巡迴演唱會                                                                     | 2019年8月31日                | 票價380元、580元、880元、1080元、1280元、1580元                                                                     |
| 英雄联盟8周年狂欢盛典                                       | 英雄联盟8周年狂欢盛典                                                                   | 2019年9月6-8日               | 票價280元、480元、680元、880元、980元（9月7日或者9月8日）、1280元（9月6日）                                         |
| 老菸槍雙人組                                                | World War Joy Tour                                                                      | 2019年9月10日                | 票價480元、680元、880元、1180元、1580元                                                                             |
| 泽野弘之                                                    | SawanoHiroyuki LIVE[nZk] in Shanghai 2019                                               | 2019年9月14日                | 票價380元、580元、880元、980元、1280元                                                                              |
| WWE经典摔跤娱乐秀 中国赛                                    | WWE经典摔跤娱乐秀 中国赛                                                                | 2019年9月21日                | 票價180元、280元、580元、1080元、1280元、2080元、3880元                                                             |
| 尚恩·曼德斯                                                 | The Tour                                                                                | 2019年9月28日                | 票價480元、680元、980元、1280元                                                                                     |
| NBA 上海赛 2019                                             | NBA 上海赛 2019                                                                         | 2019年10月10日               | 票價350元、800元、1200元、1600元、2200元（包厢）、2600元、3200元（包厢）、3600元、4600元、10888元、12888元、18888元 |
| 周杰倫                                                      | 嘉年華世界巡迴演唱會                                                                    | 2019年10月17-20日            | 四度演出 票價580元、980元、1680元、1980元、2580元                                                                   |
| 乃木坂46                                                    | NOGIZAKA46 Live in Shanghai 2019                                                        | 2019年10月25-26日            | 二度演出 票價680元、1380元、1780元                                                                                  |
| 艾倫·沃克                                                   | Aviation Tour（飞行之旅 巡演）                                                          | 2019年10月29日               | 票價480元、680元、880元、1080元                                                                                     |
| 2019天猫双十一狂欢夜                                        | 2019天猫双十一狂欢夜                                                                    | 2019年11月10日               | 票價588元、888元 |
| 2019 雅尼 上海音乐会                                        | 2019 雅尼 上海音乐会                                                                    | 2019年11月13日               | 票價388元、688元、988元、1288元、1588元、1888元                                                                     |
| 世终乐队                                                    | The Colors Asia Tour（色彩 亞洲巡演）                                                   | 2019年11月16日               | 票價580元、780元、1080元、1380元                                                                                    |
| 蔡琴                                                        | 好心琴 演唱会                                                                           | 2019年11月23日               | 票價280元、480元、680元、980元、1280元                                                                              |
| 特洛伊·希文                                                 | The Bloom Tour（盛放 全球巡演）                                                         | 2019年11月27日               | 二度演出 票價380元、680元、880元、1080元、1480元                                                                    |
| 马克西姆·姆尔维察                                           | 新丝绸之路 跨界钢琴演奏会                                                               | 2019年11月30日               | 票價280元、380元、480元、580元、880元、1280元                                                                       |
| 吴青峰                                                      | 太空备忘记 巡回演唱会                                                                   | 2019年12月6-7日              | 票價380元、480元、680元、980元、1280元                                                                              |
| 張信哲                                                      | 未來式 世界巡迴演唱會                                                                   | 2019年12月14-15日            | 票價380元、680元、980元、1280元、1680元、1800（980*2）元                                                            |
| 莫文蔚                                                      | 绝色25周年世界巡回演唱会                                                                | 2019年12月21-22日            | 票價380元、680元、980元、1280元、1680元                                                                             |
| 2020东方卫视跨年盛典                                        | 2020东方卫视跨年盛典                                                                    | 2019年12月31日               | 不对外售票 |
| 2020年                                                      |                                                                                         |                              | |
| 理查·克萊德曼                                               | 浪漫辉煌 2020上海新年音乐会                                                             | 2020年1月1日                 | 三度演出 票價180元、280元、380元、500（280*2）元、580元、680元、880元、1280元、1580元                               |
| 李健                                                        | 不止，是李健 巡迴演唱會 最終場                                                          | 2020年1月11日                | 四度演出 票價380元、580元、780元、980元、1280元                                                                     |
| 乐队的夏天 HOT巡演 上海站                                   | 乐队的夏天 HOT巡演 上海站                                                               | 2020年1月15日                | 票價380元、580元、780元、980元、980元（内场）、1280元                                                               |
| 張韶涵                                                      | 寓言世界巡迴演唱會                                                                      | 2020年1月18日                | 三度演出 票價380元、480元、680元、980元、1280元                                                                     |
| 苏宁易购618超级秀                                           | 苏宁易购618超级秀                                                                       | 2020年6月18日                | 空场举办 |
| Bilibili Macro Link 2020 云Live                             | Bilibili Macro Link 2020 云Live                                                         | 2020年7月25日                | 空场举办 |
| 苏宁30周年818超级秀                                         | 苏宁30周年818超级秀                                                                     | 2020年8月18日                | 空场举办 |
| 英雄联盟9周年盛典                                           | 英雄联盟9周年盛典                                                                       | 2020年8月27-30日             | 空场举办 |
| NBA总决赛 观赛                                              | NBA总决赛 观赛                                                                          | 2020年10月7日                | 不对外售票 |
| 2020天猫双十一狂欢夜                                        | 2020天猫双十一狂欢夜                                                                    | 2020年11月10日               | 不对外售票 |
| QQ音乐扑通心动表彰大会                                      | QQ音乐扑通心动表彰大会                                                                  | 2020年12月6日                | 不对外售票 |
| 2021东方卫视跨年盛典                                        | 2021东方卫视跨年盛典                                                                    | 2020年12月31日               | 不对外售票 |
| 2021年                                                      |                                                                                         |                              | |
| 斗鱼2020鱼乐盛典                                            | 斗鱼2020鱼乐盛典                                                                        | 2021年1月16日                | 空场举办 |
| R1SE                                                        | 我们，破晓星辰 告别限定演唱会                                                           | 2021年5月2-3日               | 票價680元、1080元、1380元、1680元、1680元（包厢）、1980元                                                           |
| 重塑雕像的权利《喝彩之后》                                  | 重塑雕像的权利《喝彩之后》                                                              | 2021年5月22日                | 票價380元、580元、780元、980元                                                                                      |
| 王琳凱                                                      | FINDING GHOST 巡迴演唱會                                                                | 2021年7月3日                 | 票價333元、520元、888元、1111元、1333元                                                                             |
| Bilibili Macro Link-Visual Release 2021                     | Bilibili Macro Link-Visual Release 2021                                                 | 2021年7月9日                 | 票價480元、680元、980元、1280元、1480元                                                                             |
| Bilibili Macro Link-Star Phase 2021                         | Bilibili Macro Link-Star Phase 2021                                                     | 2021年7月10日                | 视频演唱会 票價380元                                                                                                |
| Bilibili Macro Link 2021                                    | Bilibili Macro Link 2021                                                                | 2021年7月11日                | 票價380元、580元、780元、980元、1280元、1580元                                                                      |
| 2021和平精英超级杯暨空投嘉年华                              | 2021和平精英超级杯暨空投嘉年华                                                          | 2021年7月31日                | 票價288元、388元、588元、888元                                                                                      |
| 2021天猫双十一狂欢夜                                        | 2021天猫双十一狂欢夜                                                                    | 2021年11月10日               | 不对外售票 |
| 2023年                                                      |                                                                                         |                              | |
| INTO1                                                       | 就这样长大 告别限定演唱会                                                               | 2023年4月21-22日             | 票價680元、1080元、1380元、1680元、1680元（包厢）、1980元                                                           |
| 王源                                                        | 客廳狂歡巡迴演唱會                                                                      | 2023年4月29-30日             | 票價480元、880元、1180元、1680元、1980元                                                                            |
| 劉若英                                                      | 飛行日FINAL CALL 巡迴演唱會                                                             | 2023年5月13-14日             | 三度演出 票價480元、680元、880元、1280元、1680元                                                                    |
| 梁靜茹                                                      | 當我們談論愛情 世界巡迴演唱會                                                           | 2023年5月20-21日             | 五度演出 |
| 毛不易                                                      | 幼鸟指南 全国巡回演唱会                                                                 | 2023年5月27日                | |
| 李宇春                                                      | 周末愉快 演唱會                                                                         | 2023年6月16-17日             | 三度演出 |
| 王琳凱                                                      | DEADLINE 全国巡迴演唱會                                                                 | 2023年7月8日                 | 二度演出 |
| 陳粒                                                        | 洄游 巡迴演唱會                                                                         | 2023年7月15日                | |
| 告五人                                                      | 宇宙的有趣 第一次新世界巡迴演唱會                                                       | 2023年8月4-5日               | |
| 張惠妹                                                      | ASMR世界巡迴演唱會                                                                      | 2023年8月12-13日             | 三度演出 |
| 李宗盛                                                      | 有歌之年 世界巡迴演唱會                                                                 | 2023年8月17、19、21日        | 三度演出 票價680元、980元、1680元、1880元、2580元（内场）                                                           |
| 伍佰&China Blue                                             | ROCK STAR 巡回演唱会                                                                    | 2023年9月2-3日               | 四度演出 票價480元、680元、880元、1080元、1380元（内场）                                                            |
| 西城男孩                                                    | Wild Dreams Tour（四海逐梦 演唱会）                                                     | 2023年9月8-9日               | 票價380元、680元、980元、1280元、1680元（内场）、1980元（内场）                                                     |
| 原神交响音乐会2023                                          | 原神交响音乐会2023                                                                      | 2023年9月29-30日             | 票價432元、480元、612元、680元、980元、1180元、1180元（内场）、1480元（内场）                                       |
| 張藝興                                                      | 大航海3·無遠弗屆 演唱會                                                                 | 2023年10月6-7日              | 二度演出 票價520元、1007元、1314元、1548元、1991元、2580元                                                          |
| 王心凌                                                      | Sugar High世界巡迴演唱會                                                                | 2023年10月14日               | 票價480元、680元、880元、1080元、1380元（内场）                                                                     |
| 陳奕迅                                                      | Fear and Dreams 世界巡迴演唱會                                                          | 2023年11月11-13、20-22日     | 三度演出 |
| 文文                                                        | 魔方視界巡迴演唱會                                                                      | 2023年12月23日               | |
| 2024年                                                      |                                                                                         |                              | |
| 溫拿樂隊                                                    | 情不變說再見演唱會 Farewell with LOVE                                                   | 2024年1月27日                | |
| 古巨基                                                      | I REALLY LOVE TO SING AROUND THE WORLD LIVE 2024                                        | 2024年3月16日                | |
| 陳慧琳                                                      | Season 2 世界巡迴演唱會                                                                 | 2024年3月23日                | |
| 胡彦斌                                                      | 是一场烟火 巡回演唱会                                                                   | 2024年3月30日                | |
| 陈楚生                                                      | 棱 巡回演唱会                                                                           | 2024年4月6日                 | |
| 徐懷鈺                                                      | 倒數三秒巡迴演唱會                                                                      | 2024年4月20日                | |
| 潘瑋柏                                                      | 狂愛 巡迴演唱會                                                                         | 2024年4月26-27日             | 三度演出 票價380元、680元、880元、1180元（内场）、1380元（内场）                                                    |
| 张靓颖                                                      | 光 世界巡回演唱会                                                                       | 2024年5月4日                 | 四度演出 |
| 周深                                                        | 9.29Hz 巡回演唱会                                                                       | 2024年5月18-19日             | 票價399元、699元、929元、1199元、1399元（内场）、1699元（内场）                                                     |
| Aimer                                                       | 3 nuits tour 2024                                                                       | 2024年6月15日至16日          | |
| 刘德华                                                      | 「今天…is the Day」巡迴演唱會                                                           | 2024年7月5-7、11-13日（6场） | 二度演出 780（看台）/1380（看台）/1980（看台）/2580元（看台、内场）                                                 |
| 徐佳莹                                                      | 变得有些奢侈的事巡回演唱会                                                              | 2024年8月3日                 | 三度演出 |
| 檀健次                                                      | 多見一次 個人巡迴演唱會                                                                 | 2024年8月17日                | |
| 陶喆                                                        | Soul Power II 世界巡迴演唱會                                                            | 2024年9月7-8日               | |
| 蘇打綠                                                      | 二十年一刻 巡迴演唱會                                                                   | 2024年9月16-17日             | 三度演出 |
| 王源                                                        | 客廳狂歡巡迴演唱會                                                                      | 2024年9月28-29日             | |
| 滨崎步                                                      | ayumi hamasaki ASIA TOUR 2024 A ～I am ayu～                                            | 2024年11月1-2日              | |
| 藤井风                                                      | Best of Fujii Kaze 2020-2024 ASIA TOUR                                                  | 2024年11月23-24日            | |
| 2025年                                                      |                                                                                         |                              | |
| 張遠                                                        | 白 巡迴演唱會                                                                           | 2025年1月5日                 | 票價380（看台）、580（看台）、780（看台）、980（看台）、1280元（內場）                                              |
| 黎明                                                        | Leon黎明上海演唱會2025                                                                  | 2025年1月18日                | |
| YOASOBI                                                     | YOASOBI ASIA TOUR 2024-2025 “超現實 cho-genjitsu”                                       | 2025年2月15-16日             | |
| 米津玄師                                                    | JUNK巡迴演唱會                                                                          | 2025年3月8-9日               | 二度演出 |
| 范瑋琪                                                      | 我們之間的故事世界巡迴演唱會                                                            | 2025年3月29日                | 五度演出 |
| 单依纯                                                      | 純妹妹巡迴演唱會                                                                        | 2025年4月19-20日             | |
| Tizzy T                                                     | 蝴蝶效應世界巡迴演唱會                                                                  | 2025年5月17日                | |
| 薛凱琪                                                      | Let Me Love You巡迴演唱會                                                               | 2025年6月7日                 | |
| 徐佳瑩                                                      | 变得有些奢侈的事巡回演唱会                                                              | 2025年6月14日                | 四度演出 |
| 安溥                                                        | to ebb 潮水箴言演唱会                                                                   | 2025年7月12-13日             | 票價480（看台）、680（看台）、880（看台）、1180元（內場）                                                           |
| 黃霄雲                                                      | 宇宙无敌号巡回演唱会                                                                    | 2025年7月26日                | |
| 易烊千玺                                                    | 易烊千玺2025「」演唱会                                                                  | 2025年8月2日                 | |
| 陳粒                                                        | “一粒”十周年巡回演唱会                                                                  | 2025年8月8-9日               | 二度演出 |
| 王力宏                                                      | 最好的地方巡回演唱会                                                                    | 2025年8月15-18日             | 二度演出 |
| JVKE                                                        | 何谓此处巡回演唱会                                                                      | 2025年8月30-31日             | |
| 姜育恒                                                      | 永远巡回演唱会                                                                          | 2025年9月6日                 | |
| 蔡琴                                                        | 「不要告别」巡回演唱会                                                                  | 2025年10月7日                | 二度演出 |
| MyGO!!!!!/Ave Mujica/CRYCHIC/sumimi                         | MyGO!!!!!×Ave Mujica 合同LIVE「わかれ道の、その先へ（分歧路口，前途漫漫）」上海追加公演 | 2025年10月11-12日            | |
| 威神V                                                       | NO Way OUT演唱会上海站                                                                  | 2025年10月18日               | |
| 凯蒂·佩里                                                   | The Lifetimes Tour                                                                      | 2025年11月24-26日            | 票價2599、1999、1599、1199、799 、499                                                                               |
| 林子祥、叶蒨文                                              | 白头到老巡回演唱会                                                                      | 2025年                       | |
| Big Four（張衛健、梁漢文、許志安、蘇永康）                  | HAPPY TO SEE YOU ALL 巡回演唱会                                                         | 2025年                       | |

## 交通
地铁8号线中华艺术宫站4号口往北直走150米